# Туровцев Микола Іванович
Микола Іванович Туровцев (7 грудня 1929 — 2 грудня 2015)  — Радянський і український садівник, лауреат Державної премії України в галузі науки і техніки (1992).

## Біографія
Микола Туровцев народився 7 січня 1929 року в місті Козлові (тепер Мічурінськ).
У 1953 році він закінчив Мічурінський плодоовечий інститут, а в 1958 р — аспірантуру при Центральної генетичної лабораторії імені І. В. Мічуріна.
У 1958–1962 роках Туровцев працював молодшим науковим співробітником Центральної генетичної лабораторії імені І. В. Мічуріна, в 1963–1964 роках — старшим науковим співробітником  Всесоюзного науково-дослідного інституту садівництва. Після 1964 працював у Всесоюзному НДІ зернового господарства в селищі  Шортанди (Казахстан) і на Мелітопольської дослідної станції садівництва (Україна). На Мелітопольської дослідної станції Туровцев займався селекцією кісточкових культур під керівництвом Михайла Оратівського (1905–1966), а після його смерті продовжив селекційну роботу самостійно.
Микола Туровцев є автором 162 публікацій, у тому числі 10 книг. Вивів 72 сортів  черешні, 35 сортів  вишні і 7 сортів  сливи.
Дружина Миколи Івановича, Валентина Олексіївна Туровцева, також займалася селекцією плодових культур на Мелітопольської дослідної станції садівництва і разом з чоловіком є співавтором багатьох нових сортів.

## Нагороди
- Державної премії України в галузі науки і техніки (1992)
- Орден Дружби народів (1986)
- Медалі ВДНГ СРСР
- Заслужений діяч науки і техніки України (2003)